# Gerrit Rietveld Academie

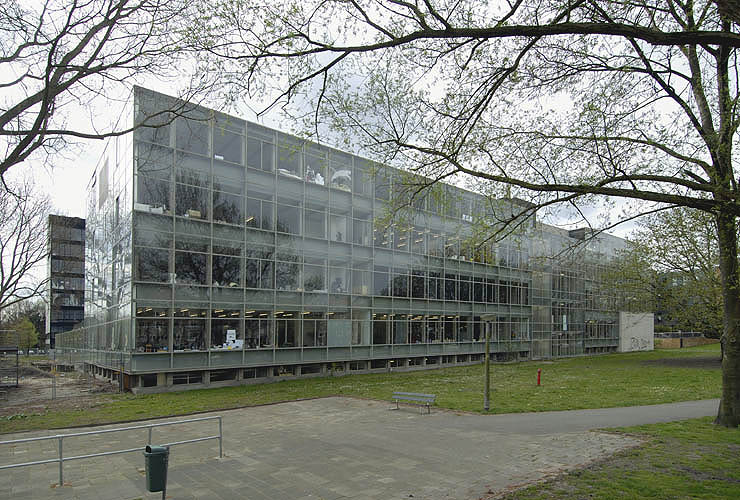
Gerrit Rietveld Academie in Amsterdam. Foto: bma.amsterdam.nl. (2007)

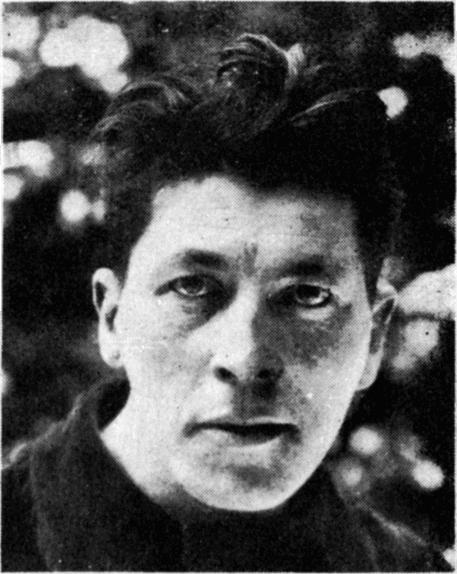
Namenspatron der Akademie: Gerrit Rietveld (1927)

Die Gerrit Rietveld Academie (GRA) ist eine renommierte niederländische Kunstakademie in Amsterdam. Benannt ist sie seit 1995 nach dem niederländischen Architekten und Designer Gerrit Rietveld.
Als Fächer werden unter anderem angeboten: Architektonischer Entwurf, Bildende Kunst, Design, grafisches Entwerfen, Schriftgestaltung, Mode, Stoffentwurf, Fotografie, Glas, Keramik, Schmuckgestaltung sowie Bild- und Sprachverarbeitung.
Die Akademie ist sehr international ausgerichtet (über 40 % der Studenten stammen von außerhalb der Niederlande).

## Studienangebot
- Gestalterischer Vorkurs (basic year)

- Bachelor-Studiengänge:
  - inter-architecture
  - DesignLAB
  - Mode
  - Grafikdesign
  - Schmuck
  - Textil (TxT)
  - Keramik
  - Bildende Kunst
  - Glas
  - Bild und Sprache
  - Fotografie
  - Audiovisual (VAV)

- Netzwerkveranstaltungen
  - Studium Generale

## Persönlichkeiten

### Bekannte Dozenten
- Martin Majoor (* 1960), Typograf
- Gerard Unger (1942–2018), Typograf

### Bekannte Absolventen
- Ben van Berkel (* 1957), Architekt
- Robbert Dijkgraaf (* 1960), Physiker
- Rineke Dijkstra (* 1959), Fotografin
- Ger van Elk, (1941–2014), Künstler
- Rebecca Gomperts, (* 1966), Ärztin und Aktivistin
- Peter Klashorst (1957–2024), Fotograf
- Willem de Rooij (* 1969), Künstler
- Samet Reisinger (* 1952), Designer
- Wim T. Schippers (* 1942), Künstler
- Umi Dachlan (1942–2009), Künstlerin und Dozentin
- Alex van Warmerdam (* 1952)
- Mounira Al Solh (* 1978), Künstlerin
- Nicole Weegmann (* 1966), Filmregisseurin